# David Boyle, VII conte di Glasgow
David Boyle, VII conte di Glasgow (31 maggio 1833 – 13 dicembre 1915), è stato un ufficiale e politico scozzese.

## Biografia
Era il figlio di Patrick Boyle, figlio primogenito di Lord David Boyle e della sua prima moglie Elizabeth Montgomerie, e di sua moglie Mary Frances Elphinstone-Dalrymple, figlia di Sir Robert Dalrymple-Horn-Elphinstone, I Baronetto. Riuscì alla contea nel 1890.

## Carriera
Servì nella Royal Navy durante la Seconda guerra dell'oppio.
È stato Governatore della Nuova Zelanda (1892-1897). Al suo ritorno nel Regno Unito, Lord Glasgow è stato elevato al pari del Regno Unito nel 1897, come il titolo di barone Fairlie, per permettergli di sedersi nella Camera dei lord.

## Matrimonio
Sposò, il 23 luglio 1873, Dorothea Elizabeth Thomasina Hunter Blair (?-23 gennaio 1923), figlia di Sir Edward Hunter Blair, IV Baronetto ed Elizabeth Wauchope. Ebbero otto figli:
- Patrick Boyle, VIII conte di Glasgow (18 giugno 1874-14 dicembre 1963);
- Lord Edward George Boyle (16 giugno 1875-23 ottobre 1898);
- Lady Augusta Helen Elizabeth Boyle (25 agosto 1876-12 maggio 1967), sposò Thomas Inskip, I visconte di Caldecote, ebbero un figlio;
- Lady Alice Mary Boyle (18 dicembre 1877-1º gennaio 1958), sposò Sir Charles Fergusson, VII Baronetto, ebbero cinque figli;
- Lady Dorothy Montagu Boyle (14 marzo 1879-17 marzo 1968), sposò Gathorne Gathorne-Hardy, III conte di Cranbrook, ebbero cinque figli;
- Lord James Boyle (11 marzo 1880-18 ottobre 1914), sposò Katherine Bowlby, ebbero tre figli;
- Lord John David Boyle (8 luglio 1884-1974), sposò Ethel Hodges, ebbero due figli;
- Lord Alan Reginald Boyle (8 ottobre 1886-10 ottobre 1958), sposò Isabel Julia Hull, ebbero due figlie.

## Morte
Morì il 13 dicembre 1915, all'età di 82 anni.